# Line Flem Høst
Line Flem Høst (* 10. November 1995 in Oslo) ist eine norwegische Seglerin.

## Erfolge
Line Flem Høst, die in der Bootsklasse Laser Radial startet, begann im Alter von sechs Jahren mit dem Segelsport und trat im Alter von neun Jahren erstmals in Wettkämpfen an. 2013 wurde sie Junioren-Weltmeisterin im Laser Radial. Bei der Kieler Woche belegte sie 2018 in dieser Klasse den zweiten Platz. Ihren bis dahin größten Erfolg erzielte sie schließlich 2020 bei den Weltmeisterschaften, als sie den dritten Platz erreichte. Bei den 2021 ausgetragenen Olympischen Spielen 2020 in Tokio gab sie ihr Olympiadebüt. Dort erreichte sie das Medal Race der besten zehn Seglerinnen und schloss den Wettbewerb mit 111 Punkten auf dem achten Platz ab. Noch erfolgreicher verliefen die Olympischen Spiele 2024 für Høst. Erneut erreichte sie die finale Wettfahrt des Wettbewerbs, in der sie Zweite wurde. Mit 75 Punkten gewann Høst hinter der mit 38 Punkten siegreichen Niederländerin Marit Bouwmeester und der mit 61 Punkten zweitplatzierten Anne-Marie Rindom aus Dänemark die Bronzemedaille.
Sie studiert Schiffstechnik an der Technisch-Naturwissenschaftlichen Universität Norwegens.